# معسكر اللجون
معسكر اللجون أو حصن اللجون، هو بقايا أثرية لحصن نبطي بُني عليه معسكر روماني، أو كاسترا، يقع اليوم في منطقة اللجون في محافظة الكرك في الأردن. يعرف بالمصادر الإنجليزية باسم Betthorus.
يعود بناؤه إلى القرن الرابع يحيط به سور ضخم بارتفاع 3م، ويضم بالداخل قصر القائد والثكنات العسكرية. شكل البناء مستطيل بقياس 190 متر في 242 متر وهو على مساحة 46 دونم. عرض السور الخارجي 2.5 متر وكان عليها عشرون برجاً أربعة منها دائرية بأركانه. له أربعة بوابات على كل جدار. وجدت به أيضاً كنيسة تعود إلى سنة 500 ميلادية. تم سحب الجنود الرومان منه بسنة 530 بعد أن أخذ الغساسنة مهمة الدفاع عن الحدود الإمبراطورية.